# Stub network
Con il termine stub network nell'informatica si identifica una rete locale in cui esiste un solo router NAT. In questo tipo di rete tutto il traffico diretto all'esterno deve necessariamente passare per l'unico NAT presente.
Le sessioni possono solo essere iniziate da una macchina nella rete stub.
Una rete è detta rete stub quando tutto il traffico in ingresso è indirizzato solo agli host di quella rete e tutto il traffico in uscita ha origine dagli host di quella rete. Una rete stub è detta rete stub multi homed (ad appartenenza multipla), se è connessa al resto della rete Internet tramite due o più diversi ISP.